# Stadion Solila
Lo Stadion Solila è uno stadio ad Igalo, in Montenegro. Viene utilizzato principalmente per le partite di calcio ed è la sede dell'FK Igalo 1929. Lo stadio contiene 1.600 posti a sedere.